# Eylon Levy
 (mars 2024).
Pour les articles homonymes, voir Lévy.
Eylon Aslan-Levy, dit Eylon Levy, né à Londres (Royaume-Uni), est une personnalité britannique et israélienne. Il est porte-parole officiel du gouvernement d'Israël d'octobre 2023, au début de la guerre à Gaza jusqu'en mars 2024.